# Estação Amstelveenseweg
Amstelveenseweg é uma das estações terminais da futura linha 52 do metro de Amsterdão, nos Países Baixos.